# Jacques af Monaco
Arveprins Jacques af Monaco (Jacques Honoré Rainier Grimaldi; født 10. december 2014) er arveprins og tronfølger i Fyrstendømmet Monaco. Han er den ældste søn af Fyrst Albert 2. og Fyrstinde Charlène af Monaco.

## Biografi
Arveprins Jacques blev født den 10. december 2014 på Fyrstinde Grace-hospitalet i Monaco, kort efter sin tvillingesøster, Prinsesse Gabriella. Han blev døbt sammen med sin søster den 10. maj 2015 i Notre-Dame-Immaculée-katedralen i Monaco. Han fik navnet Jacques Honoré Rainier Grimaldi.

## Titler, prædikater og æresbevisninger

### Titler og prædikater
- siden 2014: Hans Højvelbårenhed Arveprins Jacques af Monaco

### Dekorationer
- Storkors af Grimaldiordenen  (10. maj 2015)[1]